# Sun Fuming
Sun Fuming, född den 14 april 1974 i Tieling, Kina, är en kinesisk judoutövare.
Hon tog OS-guld i damernas lättvikt i samband med de olympiska judotävlingarna 1996 i Atlanta.
Hon tog därefter OS-brons i samma viktklass i samband med de olympiska judotävlingarna 2004 i Aten.